# Dierenbescherming
Dierenbescherming omvat menselijke inspanningen die onnodige dierenmishandeling voorkomen en dierenwelzijn bevorderen. Deze inzet gebeurt veelal in verenigings- of stichtingsverband en is vaak gericht op betere wetgeving (en inspecties) of een groter bewustzijn bij het publiek. Daarnaast zijn er ook veel praktische activiteiten zoals het dierenasiel en de dierenambulance.

## Geschiedenis
De eerste wetgeving gericht op dierenbescherming ontstond in de Angelsaksische wereld. Een wet uit 1634 in Ierland verbood mishandeling van schapen en de Massachusetts Body of Liberty (1641) verbood elke wreedheid tegenover dieren. Het was ook in Groot-Brittannië dat de eerste organisatie voor dierenbescherming werd opgericht. De Royal Society for the Prevention of Cruelty to Animals ontstond in 1824. Groot-Brittanië was een voorloper wat betreft wetgeving tegen dierenmishandeling en voor dierenwelzijn: verbod op mishandeling van vee (1822), verbod op dierengevechten (1835) en regelgeving omtrent dierproeven (1875).
Continentaal Europa was later. In Frankrijk werd de Société Protectrice des Animaux (SPA) opgericht in 1846. Omstreeks dezelfde tijd ontstond de eerste wetgeving tegen dierenmishandeling. In Parijs kwam er in 1843 een verbod op de mishandeling van paarden en de Wet-Grammont van 1850 stelde dierenmishandeling strafbaar, maar enkel als die in het openbaar gebeurde.
In 1863 werd de Koninklijke Maatschappij voor Dierenbescherming opgericht in België en in 1864 de Nederlandse Vereniging tot Bescherming van Dieren. Deze organisaties hielden zich vooral bezig met leed van individuele dieren van in eerste instantie huisdieren zoals paarden, honden en katten en daarna met andere nuttige dieren. In 1867 werd de vergelijkbare Koningin Sophia-Vereeniging tot Bescherming van Dieren opgericht in Amsterdam. Naast deze algemene dierenbescherming zijn er ook verenigingen en stichtingen die zich het lot aantrekken van een bepaalde (groep) diersoort(en) zoals (zee)honden of zwerfkatten. 
Eind 19de eeuw kwam er in navolging van de aandacht voor rechten van alle mensen ook aandacht voor dierenrechten. Organisaties kwamen op tegen vivisectie en de dierproef. Na de Tweede Wereldoorlog werd veganisme voorgesteld als oplossing tegen dierenleed. Vanaf de jaren 70 ontstonden organisaties met radicalere acties zoals het vrijlaten van pelsdieren of illegaal filmen van dierenmishandeling. In de jaren 90 en daarna ontstonden tal van politieke partijen voor de dieren.  

## Organisaties
Hieronder staan organisaties die zich inzetten voor de bescherming van individuele dier(soort)en. Die onderscheiden zich van natuurbeschermingsorganisaties zoals de Nederlandse vereniging Natuurmonumenten en het Vlaamse Natuurpunt die zich richten op het milieu van diersoorten in het wild. De milieubeweging houdt zich gewoonlijk eerder bezig met de bescherming van het milieu van de mens, maar milieuorganisaties die zich specifiek richten tot wilde fauna (zoals vogels) staan hieronder wel vermeld.

### Nederland
- Bont voor Dieren
- Das & Boom
- De Dierenbescherming (1864)
- Dier&Recht
- Hondenbescherming
- Kattenbescherming
- De Faunabescherming
- Dierenbevrijdingsfront (1978)
- Dierenzorg Zaanstreek
- Een Dier Een Vriend (1998)
- Egelopvang Zoetermeer (1994)
- Koningin Sophia-Vereeniging tot Bescherming van Dieren (1867)
- Sophia KattenBond
- Respect voor Dieren (2004)
- Stichting AAP (1972)
- Stichting Animal Freedom
- Stichting Landelijke Inspectiedienst Dierenbescherming
- Stichting Proefdiervrij (1890)
- Stichting Vissenbescherming
- Varkens in Nood
- Vogelbescherming Nederland
- Wakker Dier
- Zeehondencrèche

### België
- Animaux en Péril (1983)
- Bite Back (2003)
- Global Action in the Interest of Animals (GAIA, 1992)
- Koninklijke Maatschappij voor Dierenbescherming (1863)
- Koninklijk Belgisch Verbond voor de Bescherming van de Vogels (1922)
- Vlaamse Vereniging voor Dierenbescherming (1975)
- Vogelbescherming Vlaanderen (2002)

### Internationaal
- Animal Liberation Front (1976)
- Animal Rights ( Nederland 2011 en  België 2015)
- CAS International (1990 als Comité Anti Stierenvechten)
- International Fund for Animal Welfare (1969)
- People for the Ethical Treatment of Animals (PETA)
- World Animal Protection
- Dharma Voices for Animals (2011)